# Sophronica tibialis
Sophronica tibialis är en skalbaggsart som beskrevs av Stefan von Breuning 1954. Sophronica tibialis ingår i släktet Sophronica och familjen långhorningar.
Artens utbredningsområde är Kenya. Inga underarter finns listade i Catalogue of Life.